# 이민수 (연출가)
이민수는 대한민국의 텔레비전 드라마 연출감독이다.

## 학력 및 경력
- MBC 프로듀서

## 드라마
- 2008년 ~ 2009년 MBC 아침 일일연속극 《하얀 거짓말》 ... 공동연출
- 2010년 ~ 2011년 MBC 아침 일일연속극 《주홍글씨》 ... 연출
- 2011년 ~ 2012년 MBC 아침 일일연속극 《위험한 여자》 ... 연출
- 2014년 ~ 2015년 MBC 아침 일일연속극 《폭풍의 여자》 ... 공동연출
- 2016년 ~ 2017년 MBC 아침 일일연속극 《언제나 봄날》 ... 제작
- 2017년 MBC 아침 일일연속극 《훈장 오순남》 ... 제작
- 2017년 ~ 2018년 MBC 아침 일일연속극 《역류》 ... 제작
- 2019년 MBC 저녁 일일연속극 《용왕님 보우하사》 ... 제작
- 2022년 MBC 저녁 일일연속극 《비밀의 집》 ... 공동연출
- 2024년 MBC 저녁 일일연속극 《용감무쌍 용수정》 ... 공동연출